# Champions Cup and the Evert Cup 1995
Il Champions Cup and the Evert Cup 1995, conosciuto anche con il nome di Newsweek Champions Cup and the Evert Cup 1995 per ragioni di sponsorizzazione, è stato un torneo di tennis giocato sul cemento. È stata la 22ª edizione del Torneo di Indian Wells, facente parte della categoria ATP Super 9 nell'ambito dell'ATP Tour 1995, e della Tier II nell'ambito del WTA Tour 1995. Il torneo maschile si è giocato dal 6 al 13 marzo e quello femminile dal 27 febbraio al 5 marzo 1995, entrambi nell'impianto per il tennis del Grand Champions Hotel di Indian Wells, in California.

## Campioni

### Singolare maschile
Pete Sampras ha battuto in finale  Andre Agassi con il punteggio di 7–5, 6–3, 7–5

### Singolare femminile
Mary Joe Fernández ha battuto in finale  Nataša Zvereva con il punteggio di 6–4, 6–3

### Doppio maschile
Tommy Ho /  Brett Steven hanno battuto in finale  Gary Muller  Piet Norval con il punteggio di 6–4, 6–7

### Doppio femminile
Lindsay Davenport /  Lisa Raymond hanno battuto in finale  Larisa Neiland /  Arantxa Sánchez Vicario con il punteggio di 2–6, 6–4, 6–3